# Тенкодого
Тенкодого (фр. Tenkodogo) — місто та міська комуна в Буркіна-Фасо.
Місто Тенкодого розташовано в південній частині Буркіна-Фасо та є адміністративним центром Східно-Центральної області та провінції Булгу. Поділяється на 6 секторів. Чинний мер — Алассан Закане. Чисельність населення міської комуни становить 124 056 чоловік (2006).
У минулому Тенкодого — центр середньовічної імперії народу мосі Тенкодого, яка існувала тут до утворення в Західній Африці французьких колоній.
Місто є центром католицької єпархії Тенкодого.